# عبد الحميد أحمد
عبد الحميد أحمد ( من مواليد 3 مارس 1984) هو لاعب كرة قدم مصري معتزل.
لعب لأندية مزارع دينا ثم المقاولون العرب وبعدها الشرقية للدخان ومنه إلى أسوان الذي لعب معه أول مواسمه في الدرجة الأولى. انتقل بعدها لنادي وادي دجلة ومنه إلى النادي الأهلي لمدة موسم واحد على سبيل الإعارة بنية الشراء مقابل 600 ألف جنيه. كانت مباراته الأولى مع الأهلي أمام نادي الترسانة في 29 ديسمبر 2008، والتي لعبها بالكامل وانتهت بفوز الأهلي 4-0. شارك في 4 مباريات فقط مع الأهلي طوال موسم إعارته، وبعدها رفض حسام البدري المدير الفني للفريق تفعيل بند الشراء.
اعتزل لعب كرة القدم قبل أن يصل لسن الـ30 بسبب ما وصفها بأزمته مع وكيل أعماله تامر النحاس. واتجه بعدها للعمل في مجال الدعاية والإعلان.

## وصلات خارجية
- عبد الحميد أحمد على موقع أرشيف الشارخ.
- عبد الحميد أحمد من موقع الجونة الرسمي